# Prettelshofen

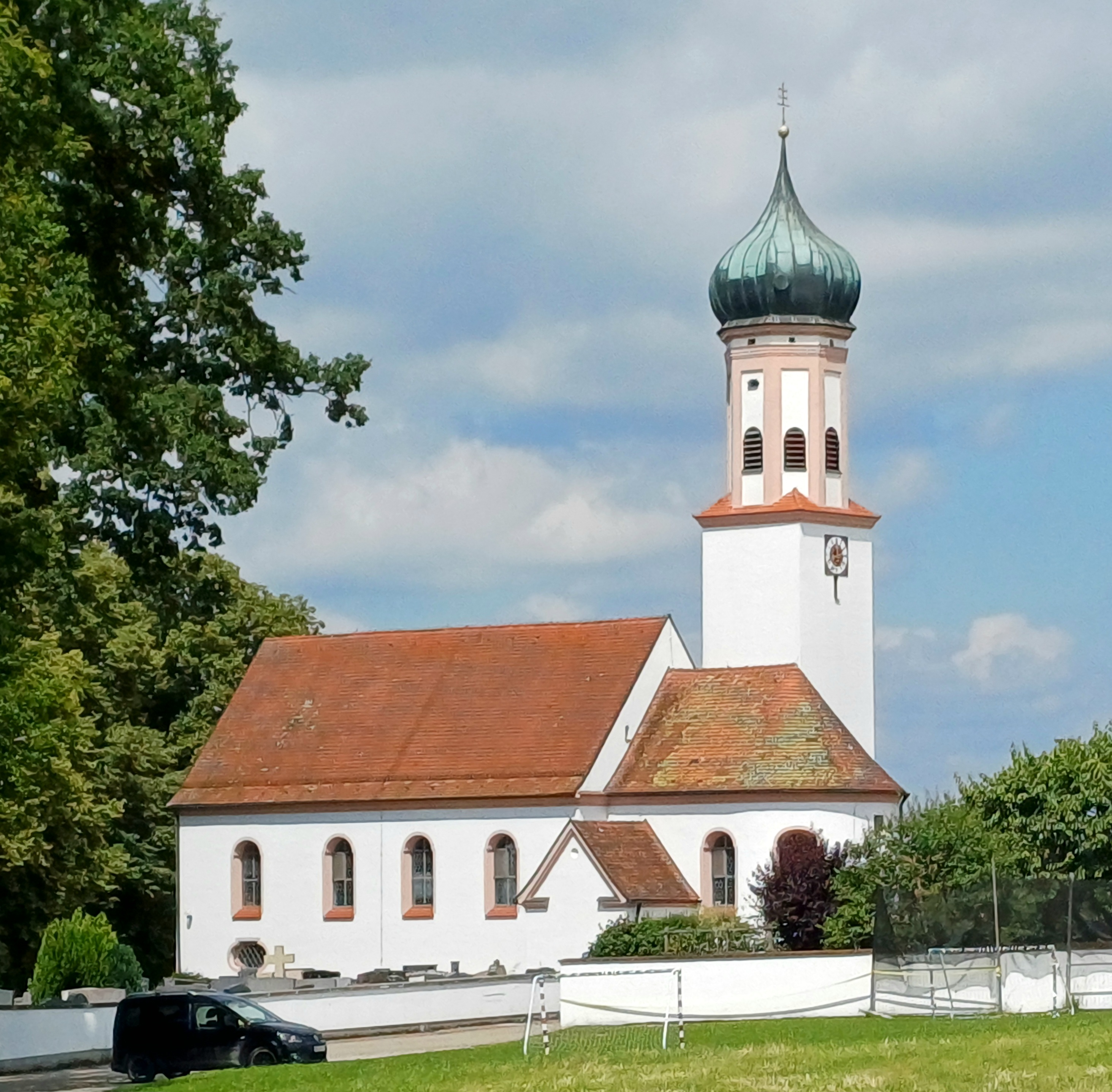
St. Andreas in Prettelshofen

Prettelshofen ist ein Ortsteil der Stadt Wertingen im schwäbischen Landkreis Dillingen an der Donau. Prettelshofen wurde am 1. Juli 1972 nach Wertingen eingemeindet. Das Pfarrdorf liegt circa fünf Kilometer südöstlich von Wertingen am Oberlauf des Bliensbachs. Der Ort hatte im Dezember 2022 126 Einwohner.

## Geschichte
Der Ort wird um 1270 erstmals als „Pretzolshofen“ genannt. Im Hochmittelalter gehörte Prettelshofen zur Herrschaft Donnersberg und kam über die Herrschaft Biberbach 1514 an Kaiser Maximilian I., der sofort den Ort an die Fugger weitergab. An der Grundherrschaft waren noch Augsburger Klöster beteiligt. Prettelshofen unterstand bis zur Säkularisation 1806 dem Oberamt Markt der Linie Fugger-Babenhausen.

## Religion
Prettelshofen ist Sitz einer alten Pfarrei, die 1260 von Konrad von Pappenheim dem Domkapitel Augsburg geschenkt wurde. Die katholische Pfarrkirche St. Andreas ist ein barocker Saalbau mit eingezogenem, halbrundem Chor, der 1700 von Valerian Brenner errichtet wurde.

## Sehenswürdigkeiten
Siehe: Baudenkmäler in Prettelshofen
- Katholische Pfarrkirche St. Andreas
- Pfarrhaus, erbaut im 18. Jahrhundert

## Bodendenkmäler
Siehe: Liste der Bodendenkmäler in Wertingen